# Chiesa di San Michele Arcangelo (Tricase)

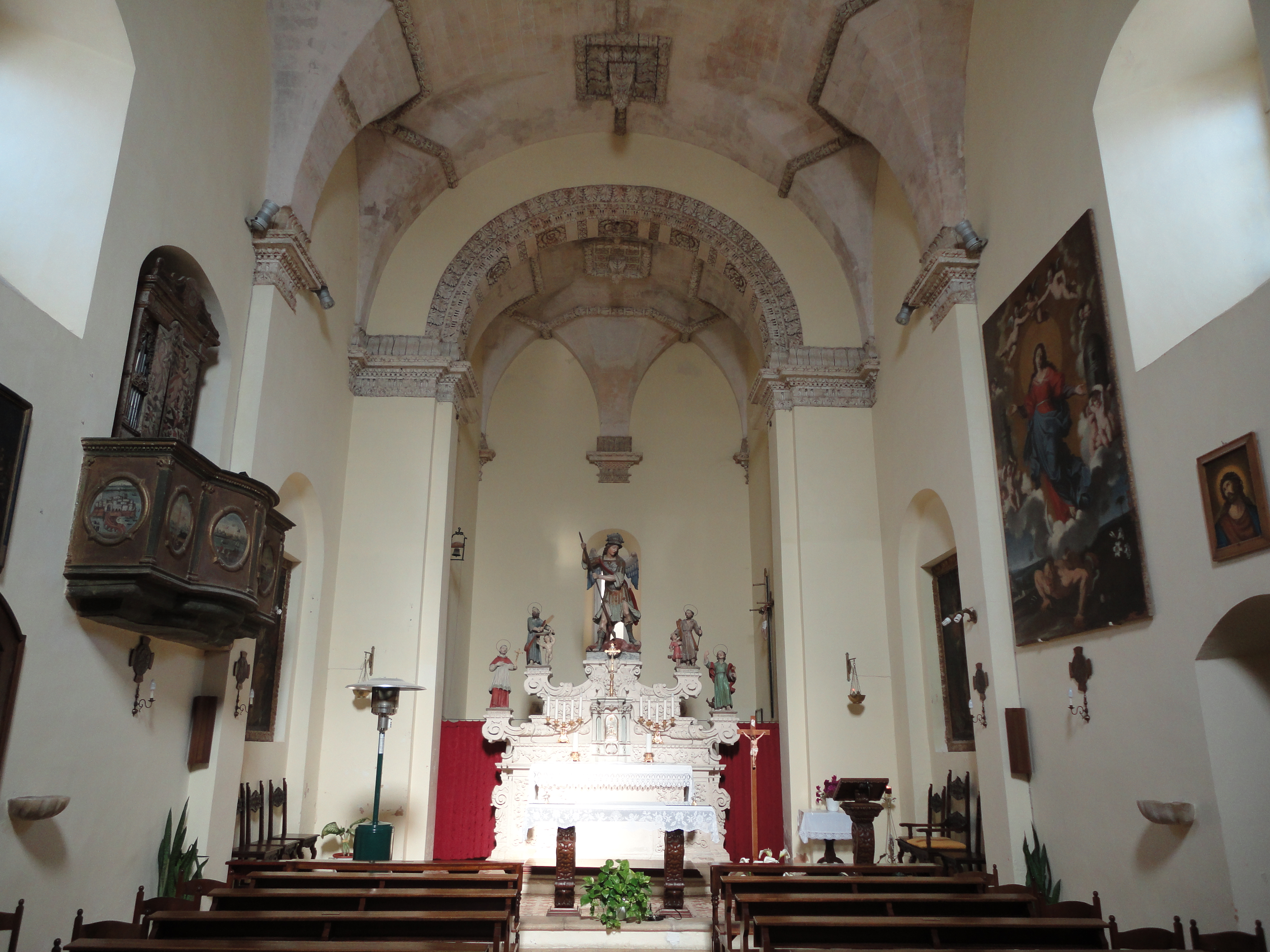
Interno

La chiesa di San Michele Arcangelo è una chiesa di Tricase, in provincia di Lecce.

## Storia
La chiesa fu commissionata nel 1624 da Cesare Gallone, figlio del barone Alessandro. Nota come cappella dei secondogeniti, era luogo di sepoltura dei cadetti, coloro che venivano esclusi dall'eredità di famiglia a causa del diritto di maggiorasco.
Dubbia è la paternità dell'opera, attribuita da Paone all'architetto Marcello "Protomastro" da Lecce; Calvesi e Manieri-Elia attribuiscono invece tale paternità a Giovanni Maria Tarantino di Nardò.

### Esterno
L'architettura esterna è compatta, irrobustita agli angoli da pilastri con paraste terminanti in capitelli ionici. Al centro si apre una finestra di gusto cinquecentesco, posta in asse con il portale d'ingresso, sul cui architrave è incisa un'epigrafe latina che ricorda la data di costruzione, il committente e la dedicazione. L'edificio termina con un coronamento in stile catalano-durazzesco, che incornicia lo stemma dei Gallone.

### Interno
L'interno si presenta a navata unica con volta a stella, soluzione architettonica tipica del Salento, impreziosita da elaborate chiavi di volta in pietra leccese e festoni. Tra le opere di maggior rilievo sono da annoverare le seicentesche tele dell'Immacolata e di Sant'Oronzo, del pittore gallipolino Giovanni Andrea Coppola, e la tela raffigurante la Vergine Maria Bambina con Sant'Anna e San Gioacchino. L'altare maggiore, scolpito in pietra leccese con volute e fregi floreali, è dominato dalla statua policroma dell'Arcangelo Michele che atterra il drago, affiancata dalle statue minori di San Carlo Borromeo, San Matteo, San Giuseppe e San Giovanni. Un palco ligneo, decorato con formelle dipinte, sostiene un organo della metà del Seicento. La chiesa è sede della Confraternita dell'Immacolata.